# Al-Khansa

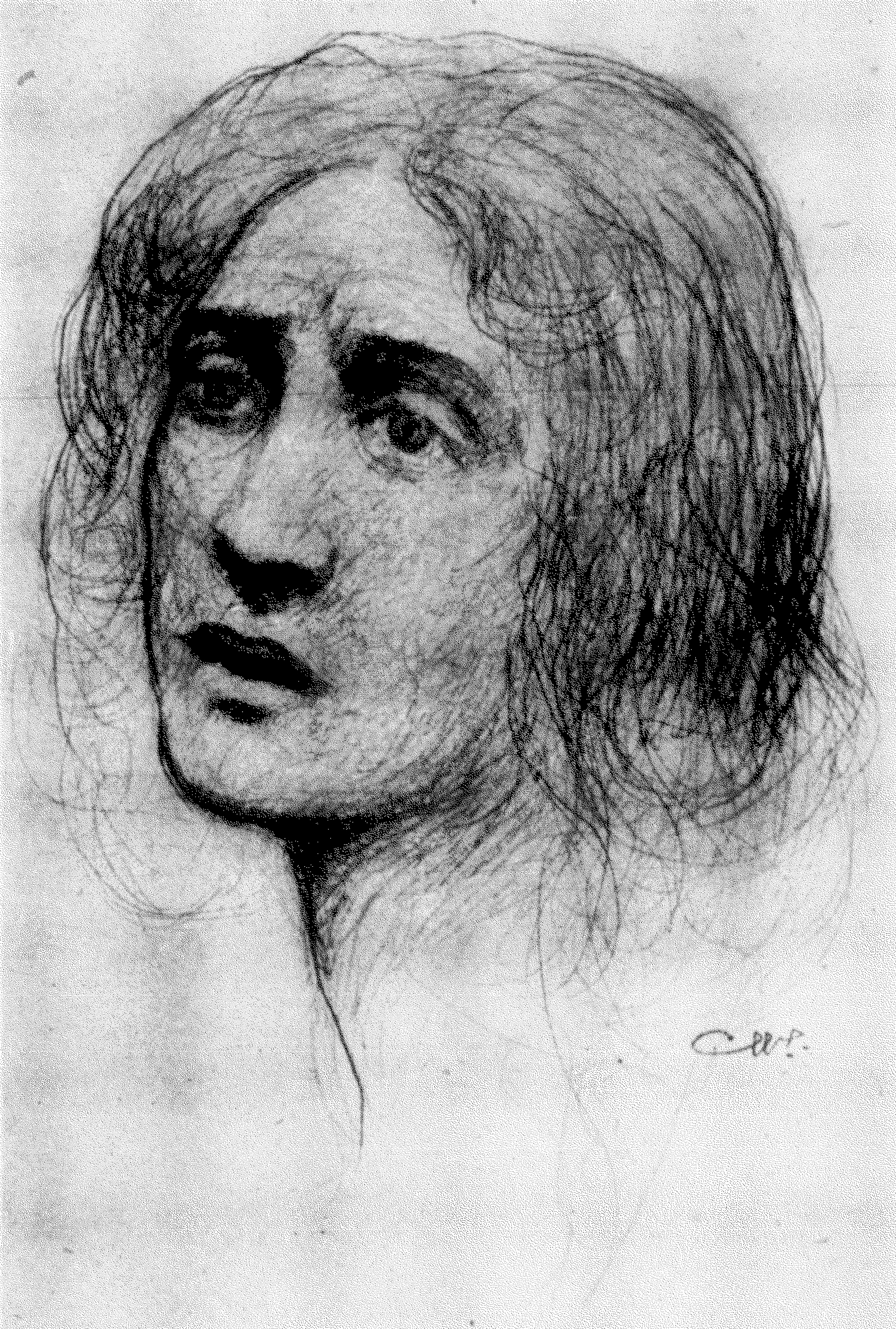
Al-Khansa, retratada por Khalil Gibran em Março de 1917.

Al-Khansa foi uma poetisa árabe que viveu em finais do século VI e na primeira parte do século VII. O seu nome verdadeiro era Tumadir bint 'Amr ibn al-Harith ibn al-Sharid, mas recebeu a alcunha de Al-Khansa, o que significa "nariz achatado" ou "gazela". Ficou conhecida pelas suas elegias (composições poéticas de temática relacionada com a morte e o luto). Foi contemporânea de Maomé, profeta do islão.
A vida na Arábia do século VII caracterizava-se pelas guerras constantes entre as várias tribos que habitavam a península. O irmão de Al-Khansa, Moáuia, e um meio-irmão, Saquir, ambos chefes tribais, foram mortos numa dessas guerras, o que provocou em Al-Khansa uma dor que manifestaria através da escrita. 
Viveu parte considerável da sua vida no paganismo anterior ao nascimento do islão (época à qual os muçulmanos se referem como a Jahiliyya, a época de ignorância e idolatria), mas a sua tribo acabaria por aceitar a religião muçulmana. Al-Khansa conheceu Maomé quando a sua tribo se deslocou a Medina. 
Foi casada três vezes e teve vários filhos, quatro filhos dos quais foram mortos na Batalha de Cadésia (637), uma das primeiras batalhas na história do islão. Segundo a tradição, o califa Omar atribui-lhe uma pensão e escreveu-lhe uma carta na qual elogiava o seu heroísmo.
A sua colecção de poemas (divã) foi preservada pelos sábios islâmicos, tendo influenciado poetas posteriores.